# ジョー・タウフェテ
ジョー・タウフェテ（Joe Taufeteʻe、1992年10月4日 - ）は、プレミアシップレスター・タイガースに所属するラグビー選手。

## プロフィール
- アメリカ領サモア・ヌアーリ出身。
- ポジションはプロップ(PR)、フッカー(HO)。
- 身長 183cm、体重 125kg
- アメリカ代表キャップは27（2021年1月現在）。
- ワールドカップ2015・2019のアメリカ代表に選ばれた[1]。

## 略歴
サンディエゴ・ブレイカーズを経て、2016年、ウスター・ウォリアーズに加入。  
2019年、ワールドラグビー男子年間最優秀選手賞にノミネートされた。  
2020年、リヨンOUに加入。  
2022年、LAギルティニスを経て、レスター・タイガースに加入。 